# Alifeira
Alifeira (in greco Αλίφειρα?) è un ex comune della Grecia nella periferia della Grecia Occidentale (unità periferica dell'Elide) con 3.829 abitanti secondo i dati del censimento 2001.
È stato soppresso a seguito della riforma amministrativa, detta Programma Callicrate, in vigore dal gennaio 2011 ed è ora compreso nel comune di Andritsaina-Krestena.

## Località
Alifeira è suddiviso nelle seguenti comunità (i nomi dei villaggi tra parentesi):
- Alifeira (Alifeira, Pefki)
- Amygdalies (Amygdalies, Kato Amygdalies, Keramidi, Krana)
- Kallithea (Kallithea, Barakitika)
- Livadaki (Livadaki, Ptelea, Raptis)
- Myronia (Myronia, Sylimna, Agios Vlasis, Klima, Rama)
- Vresto (Vresto, Longo)